# Gayophytum eriospermum
Gayophytum eriospermum là một loài thực vật có hoa trong họ Anh thảo chiều. Loài này được Coville mô tả khoa học đầu tiên năm 1893.